# Supercoupe de Russie de football 2012
La Supercoupe de Russie de 2012 est la dixième édition de la Supercoupe de Russie. Ce match de football a lieu le 14 juillet 2012 au stade Metalurg de Samara, en Russie.
Elle oppose l'équipe du Zénith Saint-Pétersbourg, championne de Russie en 2011-2012, à celle du Rubin Kazan, vainqueur de la Coupe de Russie 2011-2012.
Les règles du match sont les suivantes : la durée de la rencontre est de 90 minutes divisée en deux mi-temps de 45 minutes ; en cas de match nul à l'issue de ce temps réglementaire, deux mi-temps de prolongation d'une durée d'un quart d'heure chacune sont jouées suivi d'une séance de tirs au but si l'égalité persiste à l'issue de la prolongation. Trois remplacements sont autorisés pour chaque équipe.
La première mi-temps voit le Rubin prendre l'avantage à la demi-heure de jeu par l'intermédiaire du défenseur Salvatore Bocchetti. L'équipe kazanaise accroît son avance une dizaine de minutes plus tard sur un but de Vladimir Diadioune. Bien qu'enregistrant plus de tirs tentés, le Zénith ne parvient pas à inscrire le moindre but par la suite et s'incline sur le score de deux buts à zéro. Il s'agît du deuxième sacre du Rubin Kazan dans la compétition après celui de 2010.

## Feuille de match
| ·                 |                       |     |
| Titulaires :      |                       |     |
|                   |                       |     |
| 1                 | Viatcheslav Malafeïev |     |
| 3                 | Bruno Alves           | 65e |
| 4                 | Domenico Criscito     |     |
| 6                 | Nicolas Lombaerts     |     |
| 14                | Tomáš Hubočan         |     |
| 15                | Roman Chirokov        |     |
| 20                | Viktor Faïzouline     |     |
| 25                | Sergueï Semak         | 46e |
| 27                | Igor Denisov          |     |
| 34                | Vladimir Bystrov      | 71e |
| 11                | Aleksandr Kerjakov    |     |
|                   |                       |     |
| Remplaçants :     |                       |     |
| 9                 | Aleksandr Boukharov   | 46e |
| 24                | Aleksandar Luković    | 65e |
| 18                | Konstantine Zyrianov  | 71e |
|                   |                       |     |
| Entraîneur :      |                       |     |
| Luciano Spalletti |                       |     |

| ·              |                        |     |
| Titulaires :   |                        |     |
|                |                        |     |
| 1              | Sergueï Ryjikov        |     |
| 2              | Oleg Kouzmine          |     |
| 3              | Cristian Ansaldi       |     |
| 4              | César Navas            |     |
| 27             | Salvatore Bocchetti    |     |
| 76             | Roman Charonov         |     |
| 8              | Aleksandr Ryazantsev   |     |
| 23             | Roman Eremenko         |     |
| 61             | Gökdeniz Karadeniz     | 78e |
| 5              | Obafemi Martins        | 64e |
| 22             | Vladimir Diadioun (en) | 74e |
|                |                        |     |
| Remplaçants :  |                        |     |
| 18             | Nelson Valdez          | 64e |
| 19             | Vitali Kalechine (en)  | 74e |
| 25             | Iván Marcano           | 78e |
|                |                        |     |
| Entraîneur :   |                        |     |
| Kurban Berdyev |                        |     |

| ·                 |                       |     |
| Titulaires :      |                       |     |
|                   |                       |     |
| 1                 | Viatcheslav Malafeïev |     |
| 3                 | Bruno Alves           | 65e |
| 4                 | Domenico Criscito     |     |
| 6                 | Nicolas Lombaerts     |     |
| 14                | Tomáš Hubočan         |     |
| 15                | Roman Chirokov        |     |
| 20                | Viktor Faïzouline     |     |
| 25                | Sergueï Semak         | 46e |
| 27                | Igor Denisov          |     |
| 34                | Vladimir Bystrov      | 71e |
| 11                | Aleksandr Kerjakov    |     |
|                   |                       |     |
| Remplaçants :     |                       |     |
| 9                 | Aleksandr Boukharov   | 46e |
| 24                | Aleksandar Luković    | 65e |
| 18                | Konstantine Zyrianov  | 71e |
|                   |                       |     |
| Entraîneur :      |                       |     |
| Luciano Spalletti |                       |     |

| ·              |                        |     |
| Titulaires :   |                        |     |
|                |                        |     |
| 1              | Sergueï Ryjikov        |     |
| 2              | Oleg Kouzmine          |     |
| 3              | Cristian Ansaldi       |     |
| 4              | César Navas            |     |
| 27             | Salvatore Bocchetti    |     |
| 76             | Roman Charonov         |     |
| 8              | Aleksandr Ryazantsev   |     |
| 23             | Roman Eremenko         |     |
| 61             | Gökdeniz Karadeniz     | 78e |
| 5              | Obafemi Martins        | 64e |
| 22             | Vladimir Diadioun (en) | 74e |
|                |                        |     |
| Remplaçants :  |                        |     |
| 18             | Nelson Valdez          | 64e |
| 19             | Vitali Kalechine (en)  | 74e |
| 25             | Iván Marcano           | 78e |
|                |                        |     |
| Entraîneur :   |                        |     |
| Kurban Berdyev |                        |     |

### Statistiques
| Statistique    | Zénith | Rubin |
| -------------- | ------ | ----- |
| Buts marqués   | 0      | 2     |
| Tirs           | 20     | 12    |
| Tirs cadrés    | 5      | 5     |
| Corners        | 5      | 5     |
| Hors-jeux      | 3      | 4     |
| Cartons jaunes | 3      | 3     |
| Cartons rouges | 0      | 0     |